# Issam El Adoua
Issam El Adoua (in arabo عصام العدوة‎?; Casablanca, 9 dicembre 1986) è un ex calciatore marocchino, di ruolo difensore.